# مقراب ولتر
مقراب ولتر (بالإنجليزية: Wolter telescope)‏ هو مقراب للأشعة السينية يستخدم ضوئيات الزاوية المماسة. الفرق بينه وبين المقراب الضوئي العادي: تبنى المقاريب الضوئية العادية من عدسات أو مرايا مقعرة زجاجية وتستخدم لتجميع الأشعة الضوئية لتكوين صورة . ولكن تلك العدسات والمرايا الزجاجية لا تصلح لأشعة إكس حيث أن أشعة إكس قصيرة الموجة بشدة وعالية الطاقة تجعلها أشعة أكس لا تنعكس تقريبا . يستخدم للضوء عدسات من مادة شفافة لها معامل انكسار يختلف عن 1، ولا توجد مادة تصلح لتطبيق ذلك مع أشعة إكس. لا تصلح التليسكوبات ذات العدسات للعمل مع أشعة إكس حيث أن الضوء يسقط عليها عموديا عادة، الشيء الذي يجعل أشعة إكس إما أن تنفذ في العدسة بدون إنحراف أو تمتص فيها، ومنها لا تنعكس. لهذا يتكون مقراب ولتر من أسطوانات حديدية متداخلة، واحدة بداخل الأخرى، تعملون جميعا على عكس أشعة إكس داخلهم لتكوين صورة عند البؤرة .

## فكرة عمله
يمكن بناء مقراب لأشعة إكس اشرط أن تكون زاوية سقوط الأشعة مماسة للسطح المشطل على هيئة مرآة مقعرة، فتكون الزاوية بين الشعاع الساقط والسطح المعدني العاكس بين 10 دقيقة قوسية إلى 2 درجة (هذه الحالة قريبة الشبه من الانعكاس الكلي).
.
تسمى تلك المرايا مرايا الانعكاس المماسي. وقام العالم الألماني هانز ولتر عام 1952 بشرح 3 طرق لتكوين تلسكوب لأشعة إكس يمكن أن يعمل بمرآة (معدنية) واحدة.
.
وليس من الغريب أن تسمى تلك «تلسكوبات ولتر، نوع 1 ،و نوع 2 ،ونوع 3». ولكل منها مزايا ومساويئ.

## تطبيقات

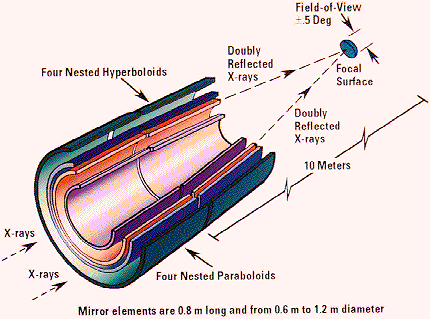
مقراب ولتر ذو 4 عواكس تكون مرصد شاندرا الفضائي للأشعة السينية، عن ناسا.

طبقت فكرة ولتر لبناء مقراب شاندرا الفضائي لقياس الأشعة السينية القادمة من أجرام سماوية.
ويتكون التلسكو لنظام من أربعة «مرايا» معدنية مقعرة داخل بعضها البعض في هيئة البصلة تقوم بتركير أشعة إكس في بؤرة وتكوين صورة. وهذا التكوين يجعلها مشابهة بعمل التلسكوب الضوئي.
قام المرصد الفضائي ساندرا لاستكشافات عديدة بقياسه اشعة إكس (أنظر مرصد شاندرا الفضائي للأشعة السينية). وقد أطلق عام 1999 وكان مقررا له أن يعمل لمدة خمس سنوات، وفي عام 2001 تقرر مد مدة خدمته لمدة عشرة سنوات، ومن وجهة كفاءته فيمكنه العمل مدة تقدر ب 15 سنة.
واكتشف مرصد شاندرا العديد من الثقوب السوداء وانفجارات أشعة غاما كما قام بتتبع مستعر أعظم 1987 أي.
ثم أطلقت العديد من المراصد الفضائية التي تكتشف الأشعة السينية وأشعة غاما منذ ذلك الحين، مثل مقراب جيمس ويب الفضائي ومرصد سويفت الفضائي ومرصد كومبتون لأشعة غاما وغيرها (أنظر تلسكوب فضائي).